# Forty Licks
Forty Licks — двухдисковый сборник суперхитов рок-группы The Rolling Stones, вышедший в 2002 году. Альбом охватывает ретроспективу сорокалетней карьеры коллектива, став первым сборником, объединившим записи эры формирования группы, выпускавшиеся музыкальными лейблами Decca Records/London Records до 1970 года включительно (представлены на первом диске), и принадлежащий группе материал, издававшийся после 1970 года и распространяемый в то время лейблами Virgin/EMI (представлен на втором диске). Второй диск содержит четыре новые песни.
Одновременно с выпуском альбома группа отправилась в международный концертный тур Licks Tour, продлившийся около года. Записи, сделанные в ходе этого успешного турне, послужили материалом для двухдискового концертного альбома Live Licks, который был издан в 2004 году.
Все песни прошли цифровой ремастеринг в стереоформате, за исключением композиций, выпущенных до 1966 года, которые прошли цифровой ремастеринг в моно.

## Реакция критики
Большинство обзоров музыкальных критиков были положительными, но не все. Стивен Томас Эрлевайн в рецензии на сайте Allmusic сетовал, что как и в случае с ELV1S: 30, компиляция Forty Licks находилась под сильным влиянием концепции сборника 1 группы The Beatles, но отметил, что концепция Forty Licks работала лучше чем на ELV1S: 30.
Роб Браннер написал положительную рецензию для газеты Entertainment Weekly, но заметил, что альбом не был столь необходим к выпуску, потому что у большинства поклонников группы уже есть все хорошие песни на других альбомах.
Дэррил Стердан (англ. Darryl Sterdan) с сайта Jam! также счёл, что большинство поклонников уже имело большинство композиций с этого сборника и что «Losing My Touch» была единственной хорошей новой песней на компиляции.
По мнению Роба Шеффилда из журнала Rolling Stone сборнику недоставало нескольких хороших песен из репертуара группы, тем не менее он назвал компиляцию захватывающей и отметил, что четыре новые песни были намного лучше, чем другая недавняя работа коллектива.
Колин Макэллигатт из журнала Stylus Magazine заявил, что группа нуждалась в сборнике «всё включено», но Forty Licks не будет нравиться всем без исключения.

## Влияние
В 2007 году ассортимент винодельческой компании Wines That Rock пополнился напитком, названным в честь группы The Rolling Stones. Вино сорта мерло получило название в честь сборника Forty Licks. Как пояснил винодел Марк Биман, такое название было выбрано не случайно: «Когда я создавал это вино, я хотел, чтобы оно отражало сам дух пластинки „Forty Licks“. В компиляцию включены 40 композиций группы, которые стали своеобразным путеводителям по ставшим классикой рок-н-ролла творчеству группы». Первая дегустация напитка состоялась на концерте, приуроченном к празднованию 25-летия Зала славы рок-н-ролла.

## Список композиций
| №                   | Название                                                   | Музыка                       | Альбом (Дата)                                   | Длительность |
| ------------------- | ---------------------------------------------------------- | ---------------------------- | ----------------------------------------------- | ------------ |
| 1.                  | «Street Fighting Man»                                      | Джаггер/Ричардс              | Beggars Banquet (1968/08)                       | 3:15         |
| 2.                  | «Gimme Shelter»                                            | Джаггер/Ричардс              | Let It Bleed (1969/11)                          | 4:31         |
| 3.                  | «(I Can't Get No) Satisfaction»                            | Джаггер/Ричардс              | Out of Our Heads (1965/06)                      | 3:43         |
| 4.                  | «The Last Time»                                            | Джаггер/Ричардс              | Out of Our Heads (1965/02)                      | 3:41         |
| 5.                  | «Jumpin' Jack Flash»                                       | Джаггер/Ричардс              | Неальбомная песня (1968/05)                     | 3:42         |
| 6.                  | «You Can't Always Get What You Want»                       | Джаггер/Ричардс              | Let It Bleed (1969/11)                          | 7:28         |
| 7.                  | «19th Nervous Breakdown»                                   | Джаггер/Ричардс              | Неальбомная песня (1966/02)                     | 3:56         |
| 8.                  | «Under My Thumb»                                           | Джаггер/Ричардс              | Aftermath (1966/04)                             | 3:41         |
| 9.                  | «Not Fade Away»                                            | Бадди Холли/Норман Петти     | England's Newest Hit Makers (1964/02)           | 1:48         |
| 10.                 | «Have You Seen Your Mother, Baby, Standing in the Shadow?» | Джаггер/Ричардс              | Неальбомная песня (1966/09)                     | 2:36         |
| 11.                 | «Sympathy for the Devil»                                   | Джаггер/Ричардс              | Beggars Banquet (1968/12)                       | 6:17         |
| 12.                 | «Mother’s Little Helper»                                   | Джаггер/Ричардс              | Aftermath (1966/07)                             | 2:46         |
| 13.                 | «She’s a Rainbow»                                          | Джаггер/Ричардс              | Their Satanic Majesties Request (1967/12)       | 4:13         |
| 14.                 | «Get Off of My Cloud»                                      | Джаггер/Ричардс              | December's Children (And Everybody's) (1965/09) | 2:55         |
| 15.                 | «Wild Horses»                                              | Джаггер/Ричардс              | Sticky Fingers (1971/06)                        | 5:43         |
| 16.                 | «Ruby Tuesday»                                             | Джаггер/Ричардс              | Between the Buttons (1967/01)                   | 3:13         |
| 17.                 | «Paint It, Black»                                          | Джаггер/Ричардс              | Aftermath (1966/05)                             | 3:44         |
| 18.                 | «Honky Tonk Women»                                         | Джаггер/Ричардс              | Неальбомная песня (1969/07)                     | 3:00         |
| 19.                 | «It’s All Over Now»                                        | Бобби Уомак/Ширли Джин Уомак | 12 X 5 (1964/06)                                | 3:26         |
| 20.                 | «Let’s Spend the Night Together»                           | Джаггер/Ричардс              | Between the Buttons (1967/01)                   | 3:26         |
| Общая длительность: | Общая длительность:                                        | Общая длительность:          | Общая длительность:                             | 72:64        |

| №                   | Название                                 | Музыка                             | Альбом (Дата)                     | Длительность |
| ------------------- | ---------------------------------------- | ---------------------------------- | --------------------------------- | ------------ |
| 1.                  | «Start Me Up»                            | Джаггер/Ричардс                    | Tattoo You (1981/08)              | 3:33         |
| 2.                  | «Brown Sugar»                            | Джаггер/Ричардс                    | Sticky Fingers (1971/04)          | 3:50         |
| 3.                  | «Miss You»                               | Джаггер/Ричардс                    | Some Girls (1978/05)              | 3:35         |
| 4.                  | «Beast of Burden»                        | Джаггер/Ричардс                    | Some Girls (1978/09)              | 3:28         |
| 5.                  | «Don’t Stop»                             | Джаггер/Ричардс                    | Новая песня (2002/09)             | 3:59         |
| 6.                  | «Happy»                                  | Джаггер/Ричардс                    | Exile on Main St. (1972/07)       | 3:05         |
| 7.                  | «Angie»                                  | Джаггер/Ричардс                    | Goats Head Soup (1973/08)         | 4:32         |
| 8.                  | «You Got Me Rocking»                     | Джаггер/Ричардс                    | Voodoo Lounge (1994/09)           | 3:34         |
| 9.                  | «Shattered»                              | Джаггер/Ричардс                    | Some Girls (1978/11)              | 3:46         |
| 10.                 | «Fool to Cry»                            | Джаггер/Ричардс                    | Black and Blue (1976/04)          | 4:07         |
| 11.                 | «Love Is Strong»                         | Джаггер/Ричардс                    | Voodoo Lounge (1994/07)           | 3:48         |
| 12.                 | «Mixed Emotions»                         | Джаггер/Ричардс                    | Steel Wheels (1989/08)            | 4:01         |
| 13.                 | «Keys to Your Love»                      | Джаггер/Ричардс                    | Новая песня (2002/09)             | 4:11         |
| 14.                 | «Anybody Seen My Baby?»                  | Джаггер/Ричардс/k.d. lang/Бен Минк | Bridges to Babylon (1997/09)      | 4:08         |
| 15.                 | «Stealing My Heart»                      | Джаггер/Ричардс                    | Новая песня (2002/09)             | 3:42         |
| 16.                 | «Tumbling Dice»                          | Джаггер/Ричардс                    | Exile on Main St. (1972/04)       | 3:47         |
| 17.                 | «Undercover of the Night»                | Джаггер/Ричардс                    | Undercover (1983/11)              | 4:13         |
| 18.                 | «Emotional Rescue»                       | Джаггер/Ричардс                    | Emotional Rescue (1980/06)        | 3:41         |
| 19.                 | «It’s Only Rock ’n Roll (But I Like It)» | Джаггер/Ричардс                    | It’s Only Rock ’n’ Roll (1974/07) | 4:09         |
| 20.                 | «Losing My Touch»                        | Джаггер/Ричардс                    | Новая песня (2002/09)             | 5:06         |
| Общая длительность: | Общая длительность:                      | Общая длительность:                | Общая длительность:               | 74:55        |

## В записи участвовали
The Rolling Stones
- Мик Джаггер — основной вокал, губная гармоника, перкуссия, гитара, электронное фортепиано
- Брайан Джонс — соло, слайд и ритм-гитара, тамбура, маримба, губная гармоника, бэк-вокал, блокфлейта, фортепиано и ситар
- Кит Ричардс — соло, слайд, ритм и акустическая гитара, бэк-вокал, бас, контрабас, основной вокал
- Мик Тейлор — соло, слайд и ритм-гитара, бас, бэк-вокал
- Чарли Уоттс — ударные, перкуссия
- Ронни Вуд — гитары, бэк-вокал, O/D большой барабан, бас
- Билл Уаймэн — бас, маракасы, бэк-вокал, контрабас

Дополнительные музыканты
- Madelaine Bell — бэк-вокал
- Шуга Блу — губная гармоника
- Blondie Chaplin — бэк-вокал, шейкер
- Merry Clayton — вокал
- Мел Коллинз — саксофон
- Sara Dash — бэк-вокал
- Джим Дикинсон — фортепиано
- Rocky Dijon — перкуссия, конга
- Sly Dunbar — перкуссия
- Марианна Фейтфулл — бэк-вокал
- Lisa Fischer — бэк-вокал
- Bernard Fowler — бэк-вокал
- Nicky Harrison — струнные аранжировки
- Ники Хопкинс — фортепиано, бэк-вокал
- Kick Horns — духовые инструменты
- Luis Jardim — перкуссия
- Дэрилл Джонс — бас
- Джон Пол Джонс — струнные аранжировки
- Bobby Keys — саксофон, перкуссия
- Clydie King — бэк-вокал
- Al Kooper — фортепиано, валторна, орган
- Chuck Leavell — фортепиано, орган, клавишные
- The London Bach Choir — хор
- Дэйв Мэйсон — шенай
- Ian McLagan — электронное фортепиано
- Джимми Миллер — перкуссия, ударные, ковбелл
- Jamie Muhoberac — бас, клавишные
- Ivan Neville — бэк-вокал
- Nanette Newman — бэк-вокал
- Джек Ницше — фортепиано, хоровые аранжировки
- Denis O'Regan — фотографии
- Анита Палленберг — бэк-вокал
- Jim Price — труба, тромбон
- Иэн Стюарт — фортепиано
- Doris Troy — бэк-вокал
- Vanetta — бэк-вокал
- Waddy Wachtel — электро и акустическая гитара
- Don Was — клавишные

## Хит-парады
Альбом
| Хит-парад (2002)              | Высшая позиция |
| ----------------------------- | -------------- |
| Australian Top 50 Albums      | 3              |
| Austrian Top 75 Albums        | 3              |
| Belgium (Flanders) 100 Albums | 1              |
| Belgium (Wallonia) 100 Albums | 1              |
| Canadian Albums Chart         | 2              |
| Danish Top 40 Albums          | 2              |
| French Compilations           | 1              |
| German Albums                 | 2              |
| Greek Top 50 Albums           | 1              |
| Hungarian Top 40 Albums       | 26             |
| Irish Top 75 Albums           | 1              |
| Italian Top 20 Albums         | 1              |
| Netherlands Top 100 Albums    | 2              |
| New Zealand Top 50 Albums     | 1              |
| Norwegian Top 40 Albums       | 2              |
| Polish Top 50 Albums          | 16             |
| Swedish Top 60 Albums         | 2              |
| Swiss Top 100 Albums          | 2              |
| UK Albums Chart               | 2              |
| US Billboard 200              | 2              |

| Хит-парад (2003)      | Высшая позиция |
| --------------------- | -------------- |
| Finnish Top 50 Albums | 8              |
| Portuguese Albums     | 13             |

Синглы
| Сингл        | Хит-парад (2002)       | Высшая позиция |
| ------------ | ---------------------- | -------------- |
| «Don’t Stop» | Mainstream Rock Tracks | 21             |
| «Don’t Stop» | UK Top 75 Singles      | 36             |